# Деян Петкович
Деян Петкович, по прякор „Рамбо“, е сръбски футболист. Той е един от малкото европейци, играли в Кампеонато Бразилейро. Сърбинът е обичан от публиката на вечните врагове „Фламенго“ и „Флуминенсе“. Негов специалитет са головете директно от корнер.

## Клубна кариера
Петкович е юноша на „Раднички“ Ниш. С дебюта си става най-младият играч, играл в Югославската първа лига. Това става на 25 септември 1988. През 1992 преминава в „Цървена звезда“, където играе до 1995 година. Печели 2 шампионски титли и става един от най-важните играчи на „звездашите“. През 1995 преминава в редиците на един от най-популярните тимове в света - „Реал Мадрид“. Там изиграва само 8 срещи, след което преминава през „Севиля“ и „Расинг Сантандер“, където играе под наем. През 1997 е продаден на бразилския „Витория“ Баия. Там играе заедно с Бебето и Тулио Коща. Два пъти печели титлата на щата. Петкович се завръща в Европа с екипа на ФК „Венеция“. Само след един сезон се завръща в Бразилия с екипа на „Фламенго“. Той успява да се наложи като титуляр в отбора. Печели 2 титли на щата Рио де Жанейро. През 2002 преминава във „Вашко да Гама“, като само след един сезон отива в китайския „Шанхай Шенхуа“. През 2004 се завръща във „Вашко“, като е един от най-добрите на терена. След това играе година и половина в „Ал Итихад“. През август 2005 е купен от „Флуминенсе“. Първоначално феновете са против този трансфер, но сърбинът избухва в мач срещу „Крузейро“, вкарвайки 2 гола за победата с 6:2. Първият му гол е попадение номер 1000 за „Флу“ е шампионата. Печели „Сребърна топка“ на Бразилската футболна федерация на ежегодните награди след края на сезона. В началото на 2007 подписва краткосрочен договор с „Гояс“, а след това е привлечен в „Сантос“. През декември 2007 г., Емерсон Леао го вади от състава. В началото на 2008 е привлечен от „Атлетико“ Минейро, но остава там само 1 сезон. В края на сезона Емерсон Леао го изгонва от отбора. В средата на 2009 г., Деян се връща във „Фламенго“ и става един от основните играчи на отбора. Въпреки 37-те си години, Петкович помага на „Фламенго“ да спечели шестата си титла на Бразилия. Последния си мач изиграва на 5 юни 2011 срещу „Коринтианс“.